# Paul Pimsleur
Paul Pimsleur, né le 17 octobre 1927 à New York et mort le 22 juin 1976 à Paris, est un linguiste américain.

## Biographie
Paul Pimsleur a grandi dans le Bronx. Son père, Salomon, était un compositeur de musique immigré de France et sa mère, d'origine américaine, bibliothécaire à l'université Columbia.
Il y a fait sa thèse, avant d'enseigner la phonétique et la phonologie du français à l'université de Californie à Los Angeles. Il a été professeur de français à l'université d'État de New York à Albany.
Paul Pimsleur est mort d'une crise cardiaque alors qu'il était en France comme professeur invité à la Sorbonne.

## Travaux
Ses recherches se sont intéressées, entre autres, à la façon spontanée dont les enfants apprennent à parler sans rien connaitre du formalisme grammatical.
Paul Pimsleur a alors mis au point une méthode d'apprentissage (Pimsleur Language Learning System), ainsi qu'une batterie de tests destinés à estimer la facilité avec laquelle quelqu'un pourrait apprendre une langue (Pimsleur Language Aptitude Battery).
La méthode d'apprentissage est axée sur la compréhension orale, l'acquisition d'un vocabulaire de base utilisé dans de nombreuses situations quotidiennes, et l'anticipation des règles naturelles de la langue après avoir vu un exemple type ; cette méthode, basée sur la répétition, est reconnue comme donnant de bons résultats.